# Weltklasse Zürich 2020
Il Weltklasse Zürich 2020 è stato la 92ª edizione dell'omonimo meeting, annuale competizione di atletica leggera, ed ha avuto luogo allo Stadio Letzigrund di Zurigo, in Svizzera, il 9 luglio 2020. Il meeting è stato anche la seconda tappa del circuito ufficiale Diamond League 2020.

## Risultati
Di seguito i primi tre classificati di ogni specialità.

### Uomini
| Specialità       |                      | Prestazione | 2º classificato  | Prestazione | 3º classificato | Prestazione |
| 100 y            | Andre De Grasse      | 9"68        | Jimmy Vicaut     | 9"72        | Omar McLeod     | 9"87        |
| 200 m            | Christophe Lemaitre  | 20"65       | Churandy Martina | 20"81       | Noah Lyles      | 18"90       |
| Salto con l'asta | Sam Kendricks        | 5.81 m      | Piotr Lisek      | 5.66 m      |                 |             |
| Salto triplo     | Pedro Pablo Pichardo | 17.40 m     | Christian Taylor | 17.27 m     | Omar Craddock   | 17.04 m     |

### Donne
| Specialità       |                  | Prestazione | 2º classificato     | Prestazione | 3º classificato   | Prestazione |
| 150 m            | Allyson Felix    | 16"81       | Shaunae Miller-Uibo | 17"15       | Mujinga Kambundji | 17"28       |
| 300 m ostacoli   | Georganne Moline | 39"08       | Lea Sprunger        | 39"25       | Zuzana Hejnová    | 40"97       |
| Salto con l'asta | Sandi Morris     | 4.66 m      | Angelica Bengtsson  | 4.46 m      |                   |             |